# Larv
För andra betydelser, se Larv (olika betydelser).

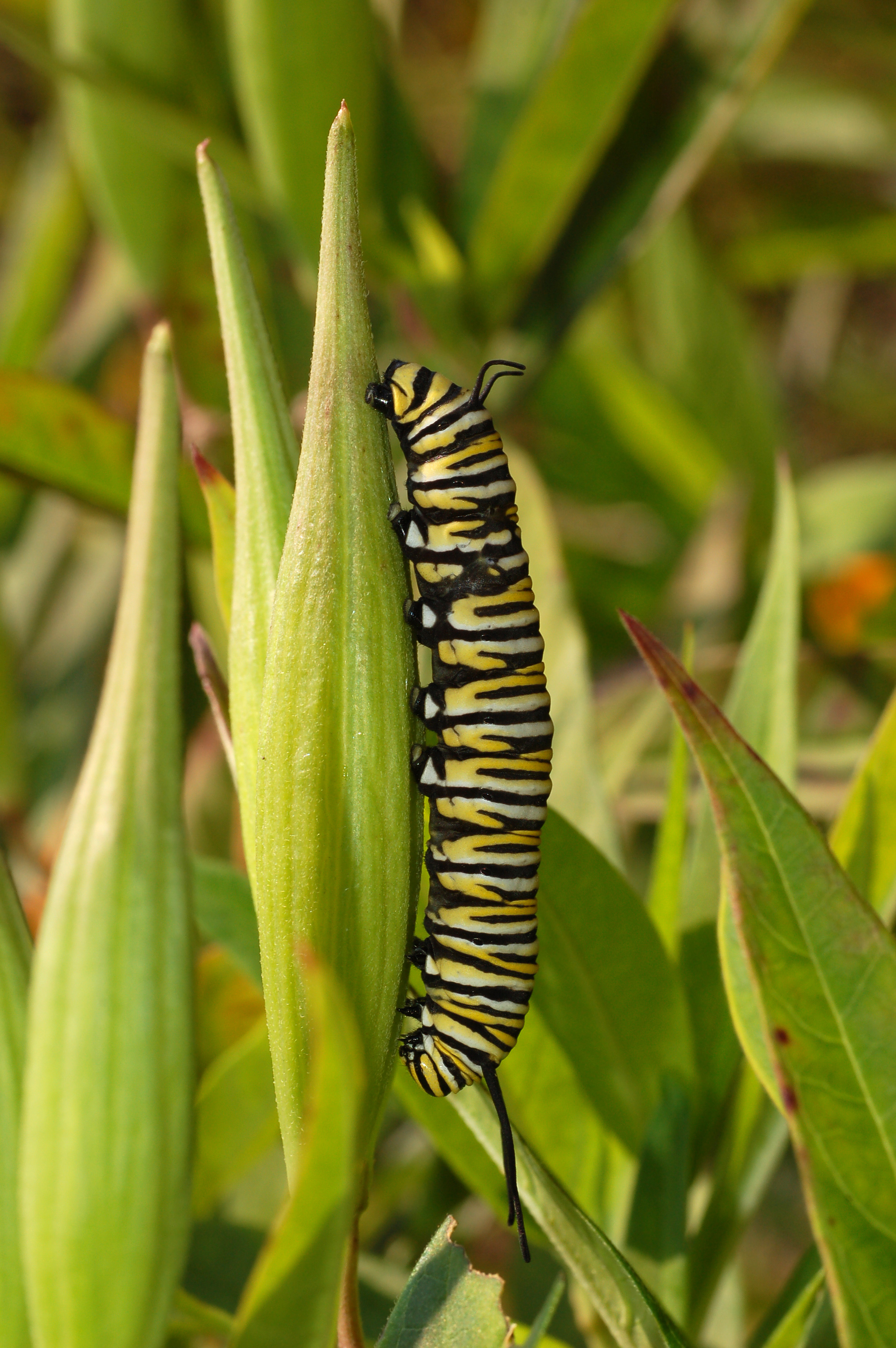
Larv av monarkfjäril (Danaus plexippus).

En larv är ett ungdomsstadium hos djur som genomgår metamorfos, som insekter, groddjur, sjöpungar, tagghudingar, vissa vattenlevande snäckor samt ål. Hos insekter genomgår larven sedan en förpuppning, en fas i metamorfosen där larven utvecklas till vuxet djur.
Larven kan vara helt olik de vuxna djuren av samma art, en fjärilslarv skiljer sig till exempel från en fjäril, och skalbaggslarver skiljer sig från fullt utvecklade skalbaggar. Larver har ofta speciella organ, som de saknar som vuxna djur. Detta förekommer till exempel hos manteldjur. Hos vissa arter kan larverna bli könsmogna utan att egentligen utvecklas till vuxna djur, till exempel hos vissa vattenlevande salamandrar (som exempelvis axolotlen, Ambystoma mexicanum). Detta kallas neoteni.

## Larvens anatomi

Larvens kroppsdelar:
1. Huvud
2. Mellankropp (thorax)
3. Bakkropp (abdomen)
4. Segment
5. Analtagg
6. Analfot (längst bak) och bukfötter
7. Andningshål
8. Framben
9. Mundelar
Bilden visar en larv av större dagsvärmare, (Macroglossum stellatarum).

## Etymologi
Beteckningen "larver" introducerades som zoologisk term av Carl von Linné: tidigare användes namnet skråpuk om larver. Ordet härstammar från latinets larva med betydelsen 'ond ande', 'spöke' eller 'ansiktsmask' – se Larver (mytologi). Larven ansågs i äldre tid som en "maskerad" eller utklädd insekt.